# Рим, Эдуард Карл Август
Эдуард Карл Август Рим (нем. Eduard Carl August Riehm; 1830—1888) — германский протестантский богослов и педагог; один из редакторов знаменитого «Словаря библейских древностей» (1884).

## Биография
Эдуард Карл Август Рим родился 20 декабря 1830 года в городе Хоберге (земля Баден-Вюртемберг) в семье пастора Генриха Исаака Рима. В 1845 году он переехал в гимназию в Людвигсбурге, откуда перешел в Гейдельбергский университет чтобы осенью 1848 года начать изучение богословия. В Гейдельберге он присутствовал на лекциях Карла Христиана Ульмана и Карла Бернхарда Хундешагена.
После смерти Германа Гупфельда Эдуард Рим сменил его на кафедре богословия в Университете Галле.
Известен, главным образом, как редактор «Handwörterbuch des biblischen Altertums für gebildete Bibelleser», изданного Pимом при участии таких специалистов по библейской науке и истории древнего Востока, как Франц Делич, Георг Эберс, Эберхард Шрадер и др. (в двух томах, 1884; 2-е издание продолженное Фридрихом Бетгеном, 1893—1894).
Другие наиболее известные труды Рима:
- «Die Gesetzgebung Mosis im Lande Moab» (Гота, 1854);
- «Die besondere Bedeutung des Alten Testaments für die religiöse Erkenntnis» (Галле, 1864);
- «Der Begriff der Sühne im A. T.» (Гота, 1876);
- «Der biblische Schöpfungsbericht» (Гота, 1881);
- «Einleitung in das Alte Testament» (2 тома, Гота, 1889);
- «Alttestamentliche Theologie» (Гота, 1889)[1][3].

Эдуард Рим умер 5 апреля 1888 в Гибихенштайне.